# Sala virtual
Quando você inicia ou loga o computador com algum usuário, você acaba de entrar em uma sala virtual.
Sala virtual é a tela que o sistema abre para você poder trabalhar nele, uma "área de trabalho".
Na área musical, chama-se de sala virtual um ambiente artificial criado através de efeitos (reverber, delay, chorus, etc.) adicionados aos instrumentos musicais dando a eles uma sonoridade parecida com a de algum ambiente, simulando os atrasos e interferências causadas pelas reflexões e refrações das ondas sonoras.